# Andrea Gilardi
Andrea Gilardi (ur. 18 maja 1969 w Alessandrii) – włoski kierowca wyścigowy.

## Kariera
Gilardi rozpoczął karierę w wyścigach samochodowych w 1988 roku od startów w Formule Alfa Boxer, gdzie trzykrotnie stawał na podium. Z dorobkiem 22 punktów uplasował się na czwartej pozycji w klasyfikacji generalnej. W późniejszych latach pojawiał się także w stawce Włoskiej Formuły 3, Grand Prix Monako Formuły 3, Grand Prix Makau, Formuły 3 Fuji Cup, Formuły 3000 World Cup, Formuły 3000 oraz Ferrari Challenge Italy – Trofeo Pirelli.
W Formule 3000 Włoch wystartował w czterech wyścigach sezonu 1993. Uzbierane dwa punkty dały mu dziesiąte miejsce w końcowej klasyfikacji kierowców.